# Най-красивите
„Най-красивите“ срещан и като „Най-красивото“ (на японски: 一番美しく, по Система на Хепбърн: Ichiban utsukushiku) е японски пълнометражен игрален филм от 1944 г. на режисьора Акира Куросава; негов втори самостоятелен кинопродукт след „Санширо Сугата“. Подобно на предишното произведение, сценарият е дело но Куросава. Във филма участват актьорите Такаши Шимура и Йоко Ягучи.
Творбата представлява пропаганда насочена срещу Съединените щати, с които тогава Япония воюва. Сюжетът се върти около група млади момичета, участващи в установените по военно време трудови лагери.
След снимките на „Най-красивите“, Куросава сключва брак с актрисата Йоко Ягучи, играеща главна роля във филма.

## Синопсис
Внимание:  Текстът по-долу разкрива сюжета на произведението (или части от него)!
Япония по време на Втората световна война. Страната почва да губи от врага си – Съединените щати. Фабриката за производство на оптически стъкла в Хирацука уведомява работниците си за недостиг на военния материал и ги задължава на извънреден труд. Момичета от трудовите лагери, участващи в производството на фирмата, са обезпокоени от затегнатите мерки. Тяхната квота е далеч по-малка, съпоставена с тази на мъжете, и управата не е доволна. Уатанабе, отговорникът на отдела, помолва шефовете да бъдат снизходителни към момичетата, а те от своя страна ще се опитат да вдигнат квотата от половин на три четвърти, спрямо процента на мъжете. Управата се съгласява.
Женският трудов отряд е разположен в общежития, чийто домакин е Мицушима. Тя е силно привързана към момичетата и особено към Уатанабе, която започва да се отнася по-строго към работничките. Задълженията на момичетата включват репетиции и шествия по улиците с духов оркестър, молитви към родителите и за победата на страната, и не на последно място усилен труд във фабриката. Тежките трудови условия не се отразяват добре на някои от работничките. Между тях изникват притеснения, че могат да се разболеят. Въпреки желанието на Мицушима да се включи в работната дейност на фабриката, на нея е поверено да се грижи за едно от болните момичета – Сузимура. Болната девойка е изпратена вкъщи, за да се лекува. Групата се разделя трудно със Сузимура, която е притеснена, че станала безполезна за родината си.
Отрядът продължава работата си и скоро постигат добри резултати, но недостатъчни, за да впечатлят управата. След инцидент с Ямазаки, квотата на момичетата рязко спада. Уатанабе е разочарована и решава да повдигне духа на групата, като включва работничките в игри на волейбол. Квотата започва да се увеличава бавно. Настъпва зима и Уатанаба получава известие, че майка ѝ е тежко болна. Отговорничката обаче избира да остане с момичетата. Запазва в тайна лошото състояние на Ямагучи, за да поддържа растежа на продукция във фабриката.
Въпреки завръщането на Ямазаки, настъпват колебливи резултати в производството на трудовия отряд. Момичетата са крайно изморени и ги обхваща тъга към родното място. Проблемите се задълбочават още повече, когато Мицушима напуска общежитието, за да посети родителите си. Между Окабе и Хатори изникват противоречия. Уатанабе се опитва да ги помири, но една от тях обвинява отговорника за специалното му отношение към Ямагучи, без да подозира, че лидерът на групата нарочно е криел за състоянието на болното момиче. Уатанабе, разочарована от поведението на отряда, не желае дори да ги наказва.
Мицушима се завръща и научава, че Уатанабе е изгубила една от лещите, по вина на момичетата. Отговорникът на отряда остава цялата нощ, за да възстанови своята продукция за деня. Вдъхновени от примера на своя лидер, момичетата увеличават работната си сила. Уатанабе получава известие, че майка ѝ е починала и трябва да се прибира спешно вкъщи. Непоколебимата жена обаче отказва да изостави работата, която е нужна на японските войски и предлага на нейно място да излезе в почивка Ямагучи. Мицушима споделя, че Уатанабе наистина е станала добро момиче. Отговорникът се връща на работното си място и се опитва да сдържи сълзите си над микроскопа.

## Актьорски състав
| Име на актьора | Име на персонажа (бълг. ез.) | Оригинално име на персонажа | Описание                           |
| -------------- | ---------------------------- | --------------------------- | ---------------------------------- |
| Такаши Шимура  | Горо Ишида                   | 石田五郎                    | Директорът на фабриката            |
| Ичиро Сугаи    | Санада Кен                   | 真田健                      | Помощник на директора              |
| Йоко Ягучи     | Вин Уатанабе                 | 渡辺ツル                    | Ръководителка на отряда            |
| Такако Ирие    | Мицушима Токуко              | 広田とき子                  | Отговорничка на женското общежитие |
| Саюри Танима   | Йошикава Шоичи               | 吉川荘一                    |                                    |
| Тошико Хаттори | Тошико Хашима                | 羽島敏子                    |                                    |
| Асако Судзуки  | Асако Сузимура               | 檜垣源之助                  |                                    |
| Акитаке Коно   |                              | 鼓笛隊の先生                | Учител по барабан и тромпет        |
| Умпей Йокояма  |                              | 寮の小使                    | Домакин на общижитието             |

## Заснемане на филма
След успеха на дебюта си, Куросава е поканен от Управлението за информация на Военноморското министерство да направи филм за изтребителите „Дзеро“ – един от самолетите, с които е извършено нападението над Пърл Харбър. Министерството иска кинопродукт, който да повдигне бойния дух на нацията. Куросава отвръща, че ще обмисли предложението. Япония по това време обаче започва да губи войната и военноморската авиация е в такова състояние, че не може да отдели и един самолет за снимки.
Куросава започва филма „Най-красивите“ през 1943 г. Режисьорът искал да създаде групов портрет на жените, които работят във военните заводи. Решава, че лентата трябва да е полудокументална и да се доближава максимално до реалността. Изисква от актрисите да не проявяват лични антипатии и да играят като непрофесионалисти. Възлага да се упражняват в бягане, после и във волейбол. След това ги кара да организират духов оркестър и да преминават през града с него, марширувайки и свирейки. Последната задача е посрещната противоречиво от актрисите, опасявайки се да не събират погледите на тълпата. Постепенно те привикват с наставленията на режисьора, променят грима им става по-естествен и добиват вид на обикновени момичета.
Актрисите, по настояване на Куросава, са настанени в общежитията на фабриката. Разпределени са на работа в различни цехове и заживяват като истински работнички. Другата част от снимачния екип са пратени в мъжкото общежитие. Куросава описва работата над филма като правене на документален филм. В автобиографията си от 1983 г. „Нещо като автобиография или потта на жабата“ описва дните на снимачния процес:
| „                                  | Дните обикновено започваха така. В далечината се чуваше духовият оркестър. Всички скачахме, обличахме се набързо и хуквахме към близкия кръстопът. По белия заснежен път се задаваха момичетата, всички с вързани през челата кърпи. Минавайки край нас, те ни хвърляха погледи с крайчеца на окото, без да престават да свирят, и се упътваха към фабричната врата. Ние се връщахме в общежитието за закуска, после дигахме апаратурата и също отивахме във фабриката. | “ |
| Превод от японски: Ружица Угринова | |   |

 Често изникват противоречия между режисьора и актрисите. Представителка на момичетата е Йоко Ягучи, която играе и главната роля във филма. Двамата с Куросава не веднъж стигат до открити сблъсъци. В работата над филма много помага и актрисата Такако Ирие.
Документалния начин на снимане е повлиян силно от руския и германския модел, познати добре на Куросава. От което следва, че снимачния процес наподобява немския Kunstfilm, тоест „Арт филма“, и руската „динамична“ документаристика. В същото време режисьорът предлага и свой начин на заснемане, който обогатява документалното кино на Япония. Във филма може да се открият и някои от маниерите на Куросава, които по-късно ще се превърнат в запазена марка на твореца като кратките кадри и флашбека.

### След продукцията
Куросава определя „Най-красивите“ като изпитание за всички, повече за актьорския екип. След снимките всички актриси се отказват от кинокариера и се омъжват.
По време на Втората световна война в Япония съществува Управлението на цензура в Министерството на вътрешните работи, където всеки режисьор трябва да представи работата си. Цензурите одобряват продукта на Куросава, въпреки че в кадрите, представящи всяка от героините на работното ѝ място, е използват марша „Samper Fidalis“ на американския композитор Джон Филип Суза. Министерството остро критикува всяка проява на англо-американско влияние, но цензурите не забелязват такова в цялата лента.
През 1945 г. Йоко Ягучи и Акира Куросава сключват брак. След снимките на „Най-красивите“ Ягучи също се отказва от актьорска кариера.

## DVD издание
Американският видеодистрибутор „Criterion Collection“ пуска в продажба на 3 август 2010 г. дивиди бокс сет с първите четири филма на Куросава – „Санширо Сугата“, „Най-красивите“, „Санширо Сугата II“ и „Мъжете, които настъпват опашката на тигъра“ – озаглавен „The First Films of Akira Kurosawa“. Продуктът е част от серията „Eclipse“, под номер 23.